# 中國紫藤
紫藤（學名：Wisteria sinensis），别名藤萝、朱藤、黃環、紫藤萝、白花紫藤，屬豆科紫藤属植物。其种加词“sinensis”意为“中华的”。
高大木质藤本。奇数羽状复叶，有7到13枚小葉，長卵披針狀葉；幼葉兩面都有白色小絨毛，成熟后无毛。春季开花，青紫色蝶形花冠，长2.5－4厘米，总状花序，排列整齊，經常有20到30朵的花排列在枝端。荚果长10－15厘米，密生绒毛。
原產於中國、日本及北美，主产于中国的北部。

## 外部連結
- 香港浸會大學中醫藥學院. 紫藤（页面存档备份，存于）. 藥用植物圖像數據庫.

 维基共享资源上的相關多媒體資源：紫藤